# Csepel Sport Club

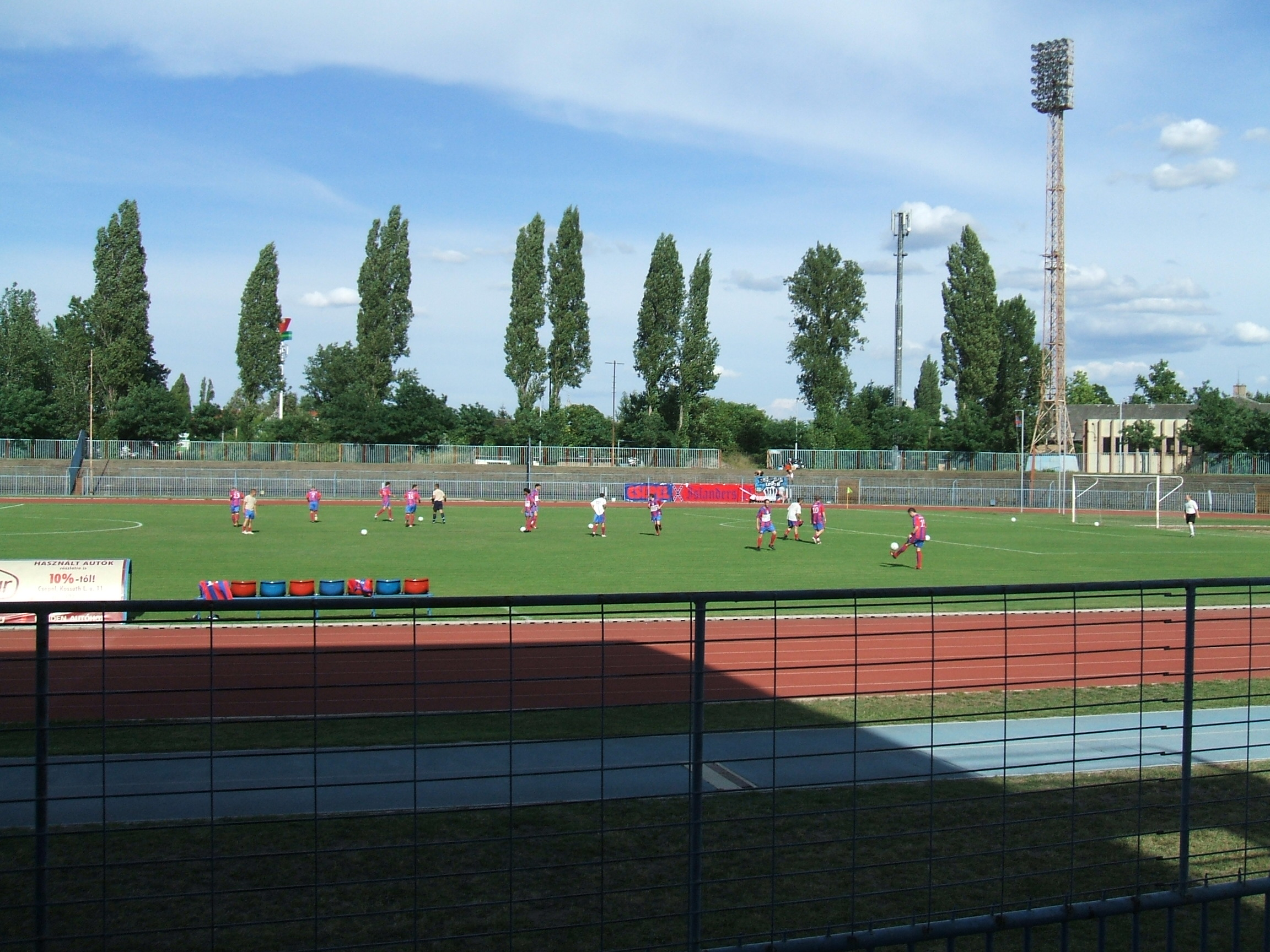
Lo stadio del Csepel.

Il Csepel SC è una società calcistica dell'Isola Csepel, la cui parte più a nord forma il XXI distretto di Budapest, in Ungheria.
Fondata nel 1912 vince quattro campionati ungheresi. Rifondata nel 2006, nella stagione 2012/2013 milita nella Nemzeti Bajnokság III, la terza divisione nazionale.
Prende parte a cinquantuno edizioni del massimo campionato ungherese, e anche per questo la squadra si trova tuttora al settimo posto assoluto tra le migliori squadre d'Ungheria, per quanto concerne i punti conquistati..

## Storia
La società Csepel SC viene fondata nel 1912. Partecipa per la prima volta al massimo campionato ungherese nella stagione 1940-1941 classificandosi al quinto posto. ma già al secondo anno in massima divisione vince il primo titolo, seguito l'anno successivo dal secondo.
Nel Dopoguerra la squadra si classifica generalmente nelle posizioni di vertice, e nel campionato 1947-1948 conquista il terzo titolo. All'inizio degli anni cinquanta la nazionale ungherese, successivamente conosciuta come Squadra d'oro, comincia ad accumulare una serie di vittorie senza precedenti, che la porteranno anche ad un passo dalla vittoria del Mondiale. Di quella squadra fanno parte anche József Tóth che trascorre tutta la carriera nel Csepel, e Zoltán Czibor, che milita nella squadra per un solo campionato.
Dopo il titolo la squadra si classifica per alcuni campionati nella parte bassa della classifica, fino stagione 1958-1959, quando invece conquista il quarto titolo. Quest'affermazione permette alla squadra di guadagnare l'accesso alla Coppa dei Campioni 1959-1960, dove incontra i turchi del Fenerbahçe. La gara di andata a Istanbul termina 1-1, ma la sconfitta per 3-2 tra le mura amiche costa agli ungheresi l'eliminazione dal torneo.
Qualche campionato dopo, nel 1961-1962, lo Csepel finisce ultimo, retrocedendo così in seconda divisione. La lontananza dalla massima divisione dura un solo campionato, tuttavia nella restante parte degli anni sessanta la squadra in campionato rimane lontano dal vertice, ottenendo al massimo un quinto posto.
Gli anni settanta si aprono con la partecipazione dello Csepel alla Coppa Mitropa, ma gli ungheresi vengono eliminati al primo turno dal Wacker Innsbruck. La squadra partecipa anche alla successiva edizione della manifestazione, e questa volta raggiunge le semifinali, venendo qui eliminata dall'Austria Salisburgo. Per il resto del decennio, in campionato lo Csepel rimane generalmente a metà classifica, col quarto posto nel 1974-1975 come miglior risultato. Retrocede nuovamente in Nemzeti Bajnokság II al termine della stagione 1978-1979.
La squadra vince immediatamente il campionato di seconda divisione nel 1979-1980 e, oltre che a tornare in Nemzeti Bajnokság I, disputa anche la Coppa Mitropa 1980-1981. Qui arriva secondo nel girone finale, al quale partecipa anche il Como. In campionato ottiene un buon quarto posto nel 1982-1983, ma retrocede nuovamente al termine del campionato 1985-1986. Torna nuovamente in Nemzeti Bajnokság I nel 1989-1990, ma è retrocesso al termine di quel campionato. Disputa successivamente altri cinque campionati nella divisione maggiore, per poi retrocedere al termine del campionato 1996-1997 senza più riuscire a risalire.
Nel 2000 il Csepel compie una fusione con la squadra del III distretto di Budapest, la III. Kerületi TVE, solo a livello di prima squadra; le giovanili rimangono infatti separate. L'unione dura due anni, sempre sotto il nome di Csepel. Al termine della stagione 2001-2002 la sezione calcistica del Csepel viene sciolta, e dal 2003 la III. Kerületi TVE riprende la sua vecchia denominazione, portando con sé molti calciatori del vecchio sodalizio.
Nel 2006 nasce una nuova società, il Csepel FC, che torna a disputare il campionato di terzo livello nella stagione 2007-2008, categoria nella quale milita tuttora.

## Cronologia dei nomi
- 1912: Csepel Csepeli Torna Klub
- 1932: Csepel Csepel Football Club
- 1937: Csepeli WMFC Weisz Manfréd Football Club Csepel
- 1944: Csepel Csepel Sport Club
- 1947: Csepel Csepeli Munkás Torna Egyesület
- 1950: Csepeli Vasas Csepeli Vasas Sport Egyesület
- 1958: Csepel Csepeli Sport Club
- 1993: Csepel Csepel Sport Club - Kordax
- 1996: Csepel Csepel Sport Club
- 2001: Csepel Csepel Sport Club - Auto Trader
- 2002: Scioglimento squadra di calcio
- 2005: Csepel Láng Csepel

## Partecipazione alla Coppa dei Campioni
| Stagione | Torneo             | Turno       | Nazione            | Club          | Andata | Ritorno | Totale |
| -------- | ------------------ | ----------- | ------------------ | ------------- | ------ | ------- | ------ |
| 1959-60  | Coppa dei Campioni | Preliminare | Turchia (bandiera) | Fenerbahçe SK | 1-1    | 2-3     | 3-4    |

In grassetto la gara casalinga.

## Palmarès

### Competizioni nazionali
- Campionato ungherese: 4

1941-1942, 1942-1943, 1947-1948, 1958-1959
- Nemzeti Bajnokság II: 4

1962-1963, 1979-1980, 1988-1989, 1991-1992

### Altri piazzamenti
- Campionato ungherese:

Terzo posto: 1945, 1945-1946
- Coppa d'Ungheria:

Semifinalista: 1969-1970, 1973-1974, 1978-1979, 1982-1983
- Nemzeti Bajnokság II:

Terzo posto: 1990-1991
- Coppa Mitropa:

Semifinalista: 1970-1971

## Giocatori celebri

### Vincitori di titoli
Calciatori campioni olimpici di calcio
- Károly Fatér (Città del Messico 1968)